# Johan Olof Lindgren
Johan Olof Lindgren, född 2 juni 1842 i Väderholmen, Östervåla socken, Västmanlands län, död 30 december 1912 i Stockholm, var en svensk folkskollärare.
Johan Olof Lindgren var son till arbetaren Erik Ersson. Han arbetade en tid som handelsexpedit men studerade därefter 1863-1865 vid Fjellstedtska skolan och kunde därefter trots avbrutna studier fortsätta sina studier vid Uppsala folkskollärarseminarium och avlade examen 1868. Han saknade medel att finansiera sina studier och kunde klara sig endast med hjälp av stipendier. Efter utbildningen innehade han 1868-1870 olika kortare vikariat vid folkskolor i Stockholm men fick ingen tjänst och valde därefter att 1870 starta en egen skola för fattiga och vanartiga barn i en lokal vid Hornstullsgatan 6, den så kallade "Trasskolan". Till en början skaffade Lindgren elever till skolan genom att söka rätt på barn som drev omkring på gatorna. 1878 fick skolan, nu under det officiella namnet Lindgrenska Trasskolan, nya lokaler vid Bangårdgatan, och nu anställdes även ytterligare en lärare. Förutom undervisning under förmiddagarna ägnades eftermiddagarna åt hantverksarbete, produkterna såldes sedan för att ge skolan inkomster. Vid denna tid hade skolan omkring 30 elever. 1884 skapades även en sommarkoloni för eleverna på Skarpö i Värmdö socken.
Lindgren hade redan under studietiden lidit av dålig hälsa och 1891 begärda han att lämna sin tjänst som föreståndare av hälsoskäl. Efter övertalning valde han dock att stanna kvar och leda skolan fram till 1894 då han avskedsansökan beviljades.